# 데이비드 베델라
데이빗 베델라(David Bedella, 1962년 9월 25일 ~ )는 미국의 배우, 텔레비전 배우, 성우이다.
시카고에서 태어났다.

## 영화
- 배트맨 비긴즈 (2005년)
- 알렉산더 (2004년) - 스크리브 역
- 홀비시티 시즌1 (1999년)
- 토마스와 친구들 (1984년)